# Jerry Flynn
William Brennerman (født 21. november 1959) er en tidligere amerikansk fribryder, der wrestlere for World Championship Wrestling som Jerry Flynn.

## Biografi
Jerry Flynn wrestlede som jobber i WCW, og blev kendt for at tabe til Goldberg over 30 gange i perioden 1998-1999. Herefter blev han medlem af Jimmy Harts The First Family, og blev en smule berygtet for hans kampsports teknik. I 2000 forsvandt han, efter en kort fejde med Tank Abbott og i 2001 blev han fyret fra WCW. I dag arbejder han som minearbejder.